# Wanstrow
Wanstrow – wieś w Anglii, w hrabstwie Somerset, w dystrykcie (unitary authority) Somerset. Leży 34 km na południe od miasta Bristol i 163 km na zachód od Londynu. W 2001 miejscowość liczyła 446 mieszkańców.